# Månegarm
Månegarm je švédská metalová hudební skupina. Původním názvem byl Antikrist, později se však přejmenovala na Månegarm, podle severské vlčí legendy (logo kapely obsahuje mimo názvu vlčí hlavu). Založili ji Svenne Rosendal, Jonas Almqui a Pierre Wilhelmsson v roce 1995, později se k nim přidali další hudebníci. Své první album nazvané Nordstjärnans tidsålder skupina vydala tři roky po svém vzniku. Do roku 2013 vyšlo dalších šest studiových alb.

## Diskografie

### Dema
- Vargaresa (1996)
- Ur nattvindar (1997)

### Studiová alba
- Nordstjärnans tidsålder (1998)
- Havets vargar (2000)
- Dödsfärd (2003)
- Vredens tid (2005)
- Vargstenen (2007)
- Nattväsen (2009)
- Legions of the North (2013)
- Månegarm (2015)
- Fornaldarsagor (2019)

### EP
- Urminnes hävd - The Forest Sessions (2006)

### Kompilace
- Vargaresa - The Beginning (2004)